# Pseudaethomerus maximus
Pseudaethomerus maximus är en skalbaggsart som beskrevs av Friedrich F. Tippmann 1953. Pseudaethomerus maximus ingår i släktet Pseudaethomerus och familjen långhorningar.
Artens utbredningsområde är:
- Costa Rica.
- Panama.

Inga underarter finns listade i Catalogue of Life.